# Tyler Toland
Tyler Toland (St Johnston, 8 agosto 2001) è una calciatrice irlandese, centrocampista del Blackburn Rovers e della nazionale irlandese.

## Carriera

### Club
Toland, cresciuta con i genitori a St Johnston, un villaggio del distretto di Laggan, Contea di Donegal, Ulster., condivide la passione per il calcio con il padre Maurice, ex calciatore del Finn Harps. Inizia la sua carriera nel Maiden City, mentre studia al Deele College di Raphoe. Grazie alle sue prestazioni sportive nel 2016 viene votata come giocatrice irlandese Under-16 dell'anno. Un anno più tardi, con la maglia del Kildrum Tigers partecipa alla Galway Cup, unica ragazza a disputare il torneo, vincendo la finale contro gli avversari del Glentoran. Dato che il Maiden City non aveva una formazione femminile e che, al superamento dell'età minima, Toland non avrebbe più potuto disputando altri tornei, si trasferì al Sion Swifts, società nordirlandese, giocando per la prima volta in una formazione interamente femminile. Alla sua prima stagione vinse la IFA Women's Challenge Cup, scendendo in campo nella finale giocata al Windsor Park di Belfast e vinta contro le avversarie del Newry City.
Il 9 agosto 2019 sottoscrive un contratto con il Manchester City per giocare per la prima volta nel campionato inglese, inserita in rosa nella formazione titolare che disputa la FA Women's Super League 2019-2020.

### Nazionale
Nel 2014 Toland viene selezionata dalla Women's Football Association of Ireland per giocare per le Republic of Ireland Schools., venendo poi, dal 2016, inserita nelle varie nazionali giovanili Under-15, Under-16 e infine Under-17. Con quest'ultima debutta in una competizione ufficiale UEFA il 26 ottobre 2016, nell'incontro vinto per 6-0 sulle pari età delle Fær Øer e valido per le qualificazioni all'Europeo della Repubblica Ceca 2017. Il tecnico Dave Bell la impiega da titolare in tutti i sei incontri della fase di qualificazione e, ottenuto l'accesso alla fase finale, nei tre incontri del gruppo B nella fase a gironi e dove la sua nazionale, in grado di pareggiare solo con i Paesi Bassi, a reti inviolate, termina all'ultimo posto del girone venendo così eliminata dal torneo. Bell la convoca anche per la successiva qualificazione a Lituania 2018, dove disputa tutte le sei partite delle due fasi eliminatorie, siglando la sua prima rete con la maglia irlandese il 27 settembre 2017, aprendo le marcature nell'incontro vinto per 2-0 sulla Romania, mancando però questa volta l'accesso alla fase finale.
Nel 2017, appena sedicenne, arriva la sua prima convocazione nella nazionale maggiore, inserita nella rosa della formazione impegnata nelle qualificazioni al Mondiale di Francia 2019, facendo il suo debutto al Mourneview Park di Lurgan il 19 settembre, nell'incontro vinto per 2-0 con l'Irlanda del Nord, rilevando all'82' Megan Campbell. In quell'occasione Toland è diventata la più giovane calciatrice ad aver giocato per la prima volta nella nazionale maggiore, superando il primato detenuto fino a quel momento dal portiere Emma Byrne. Toland gioca la sua prima partita da titolare solo un mese più tardi, nell'incontro vinto per 2-0 sulle avversarie della Slovacchia. da allora viene convocata regolarmente giocando, oltre all'amichevole con l'Italia del 9 aprile 2019, sei degli otto incontri delle qualificazioni, con la sua nazionale che con 4 vittorie, un pareggio e 3 sconfitte, si classifica al terzo posto nel girone fallendo l'accesso alla fase finale.